# Transformers: Prime
Transformers: Prime è una serie televisiva d'animazione statunitense creata in CGI, basata sul franchise della Hasbro, in onda sul canale The Hub (precedentemente Hub Network, oggi Discovery Family). In Italia è andata in onda a partire da domenica 11 settembre 2011 sul canale Italia 1. La grafica è affidata all'azienda Digitalscape Company Limited. La serie è costituita da una mini-serie di 5 episodi, e, dalla prima stagione, di 21 episodi. La seconda stagione è composta da 26 episodi, mentre la terza stagione è composta da 13. È stato inoltre realizzato un film per la televisione dal titolo Transformers Prime Beast Hunters: Predacons Rising ambientato dopo la terza stagione.

## Produzione
Dopo il successo del videogioco sparatutto Transformers: La battaglia per Cybertron, la Hasbro ha deciso di produrre un'ennesima rivisitazione di Generation One (G1), creando un cartone animato che riproducesse le avventure dei Transformers presenti nel videogioco. I produttori, nonché sviluppatori, sono gli sceneggiatori dei primi due film della trilogia di Michael Bay, ovvero Roberto Orci e Alex Kurtzman.
La serie animata televisiva è un sequel di un romanzo pubblicato il 22 giugno 2010: Transformers: Exodus, (attualmente inedito in Italia e scritto da Alexander Irvine) e del suddetto videogioco, Transformers: La battaglia per Cybertron, pubblicato nello stesso periodo del libro.
Nel 2011 viene pubblicato il romanzo Transformers: Exiles (ambientato tra il videogioco e la prima stagione della serie) ed inizia la messa in onda di Transformers: Rescue Bots ambientato in contemporanea alla serie Prime.

## Trama

### Prima stagione
La miniserie, composta da cinque episodi, è incentrata sull'ultimo attacco al pianeta Terra da parte dei Decepticon. Il nostro mondo è difeso dagli Autobot, comandati dall'eroico e saggio leader Optimus Prime, i quali fanno conoscenza con alcuni adolescenti (tra cui Jack Darby, Miko Nakadai e Raf Esquivel), intenzionati a salvare la terra dai nemici invasori. Il malvagio Megatron ritornerà poi con una nuova potente arma, l'Energon Oscuro (visto nel videogioco), prevedendo di usarlo per vincere la guerra contro gli Autobot. Dopo l'apparente morte di Megatron, i Decepticon avranno un nuovo leader, Starscream, il cui percorso di conquista è analogo al percorso già intrapreso da Megatron. Gli Autobot devono cercare di fermare in tutti i modi i diabolici Decepticon, pronti a conquistare l'universo nonostante la scomparsa del loro leader. Nel corso della stagione gli Autobot si faranno sia nuovi nemici che nuovi alleati. A metà della prima stagione, Megatron si risveglia dal letargo ritornando a comando dei Decepticon. Durante gli ultimi quattro episodi della stagione, gli Autobot a malincuore dovranno allearsi con Megatron per combattere contro un nuovo nemico ancora più malvagio e temuto: Unicron che minaccia l'esistenza della Terra. Unicron si scoprirà essere il nucleo del pianeta stesso, e per riportarlo in stasi Optimus utilizzerà la Matrice del Comando, e con questo sacrificio non solo perderà la sapienza dei Prime, ma anche i suoi ricordi di guerra e dei suoi compagni. Alla fine si unirà con i Decepticon al comando di Megatron riprendendo il suo vecchio nome: Orion Pax.

### Seconda stagione
La squadra Autobot cercherà di combattere i Decepticon per recuperare la memoria di Optimus Prime: in questo modo potrà tornare alla leadership della loro squadra. Inoltre gli Autobot e i Decepticon cercheranno di recuperare le reliquie Cybertroniane grazie alle coordinate decodificate dal database di Iacon. Durante gli ultimi episodi della stagione gli Autobot e i Decepticon verranno impegnati nel recupero delle quattro chiavi Omega necessarie per rigenerare Cybertron. La base degli Autobot verrà messa poi a soqquadro dopo un feroce attacco.

### Terza stagione (Beast Hunters)
La terza stagione, della quale sono previsti solo 13 episodi. È stata distribuita in America dalla primavera 2013, mentre in Italia intorno agli inizi dell'autunno 2013. Ha il sottotitolo di Beast Hunters. In questa serie compariranno anche i Predacon, un'arma letale con la quale i Decepticon pensano di sconfiggere gli Autobot.
In seguito alla distruzione della base degli Autobot per mano di Megatron, il Team Prime è disperso e Optimus è ferito a morte e crede che stava per morire per cui si appresta a passare la Matrice del comando a Smokescreen, ma prima che possa succedere, Smokescreen lo ripara grazie alla scarsa energia rimasta presente nella Fucina di Solus Prime. Una volta ricostruito e molto più potente, Optimus si unisce a Ultra Magnus, che nel frattempo aveva riunito la squadra nella battaglia per distruggere la fortezza che i malvagi Decepticon avevano creato per conquistare la Terra. Darkmount cade e gli Autobot ottengono una nuova base dall'agente Fowler. Successivamente gli Autobot subiscono una serie di sconfitte quando i Decepticon tentano di impossessarsi di un cospicuo numero di fossili Predacon, con l'intenzione di clonare un esercito per conquistare l'umanità. Tuttavia Megatron per timore di una possibile rivolta ne orchestra la distruzione, lasciando Predaking come unico superstite dei Predacon. I Decepticon riorientano così i loro sforzi per ricostruire l'Omega Lock a bordo della Nemesis con l'aiuto di un riluttante Ratchet e del suo sintetico Energon. Nella battaglia finale, gli eroici Autobot catturano la nave da guerra e Megatron viene ucciso per mano di Bumblebee che disperde l'intere forze di Decepticon superstiti. Dopo aver utilizzato l'Omega Lock per far rivivere Cybertron, Optimus Prime e gli Autobot dicono tristemente addio ai loro amici umani e tornano a casa per dar via alla sua ricostruzione.

## Personaggi
Anche per questa serie le due fazioni si distinguono in:

### Autobot
- Orion Pax/Optimus Prime: Leader degli Autobot. Conosciuto come Orion Pax prima che la Matrice del Comando lo scegliesse come comandante degli Autobot, inizialmente si trasforma come nella saga cinematografica e in molte altre serie animate, in un lungo camion rosso e blu, e poi nella terza stagione in veicolo da spedizione militare, dopo essere stato riparato dalla Forgia di Solus Prime. Alla fine di Predacons Rising, per riunire l'Allspark col nucleo riattivato di Cybertron, si fonde con quest'ultimo per dare nuova vita al pianeta. La voce originale è quella di Peter Cullen, doppiatore dello stesso personaggio nella G1, nei cinque film di Michael Bay, in Bumblebee (2018) e Transformers: Il Risveglio (2023). Possiede due lame che sostituiscono le sue mani, e due cannoni al plasma. Negli ultimi episodi della seconda serie entra in possesso della Star Saber, la spada stellare, che userà per sfidare Megatron. Custodisce nel suo petto la matrice del comando, che utilizza nella prima serie per sconfiggere l'Unicron. Nell'episodio "Il risveglio", diviso in tre parti, si scopre che prima della guerra fra Autobot e Decepticon, tra Orion Pax (Optimus Prime) e Megatronus (Megatron) un tempo erano amici e Orion Pax lo considerava come un fratello. Ma la loro amicizia si è rotta quando Megatron, si era dimostrato arrogante davanti all'Alto Consiglio  in quanto venne nominato prime, lo stesso Orion Pax, considerato da tutti in grado di conversare col nemico e farlo ragionare piuttosto che ucciderlo. Questo portò Megatron a separarsi dal suo amico/fratello e lo spinse a odiare il suo stesso amico e tutta "la dinastia dei prime". Alla fine di "Predacons Rising" Optimus Prime e Megatron si riappacificano. Optimus rimane del tutto stupito vedendo il suo vecchio amico sciogliere definitivamente i Decepticon e del fatto di vedere Megatron volare via da Cybertron in esilio. Doppiatore italiano: Marco Balzarotti.
- Bumblebee: Come nei film, Bumblebee non ha una voce propria, ma comunica attraverso gli effetti sonori elettronici. La ragione della perdita della voce sarà rivelata nella seconda stagione. Si trasforma in una "Urbana 500", modello di auto immaginario, molto simile alla Chevrolet Camaro gialla dei Live Action. È dotato di una grande agilità e di due cannoni a impulsi che spuntano dal dorso del suo avambraccio. Sfida molto spesso Knockout in alcuni inseguimenti. È molto legato all'umano Raf e con lui stringerà amicizia. Doppiatore italiano: Alessandro Rigotti (nell'ultimo episodio e nel film Transformers Prime Beast Hunters: Predacons Rising).
- Arcee: Donna Autobot, che si trasforma in una moto, come nella maggior parte delle sue incarnazioni moderne. Anche se Arcee era, sia nella Generation 1 che altre serie televisive di colore rosa, ora è blu con riflessi rosa. Possiede due lame che spuntano dal suo avambraccio e di due cannoni che sostituiscono la mano; è molto agile e veloce ed esegue con grande abilità alcune mosse di karate. La sua acerrima nemica è Airachnid, la quale uccise Tailgate (il precedente Parthner di Arcee) durante la guerra su Cybertron. È la guardiana di Jack, con cui stringe un forte legame. Doppiatrice italiana: Sonia Mazza.
- Ratchet: Medico della squadra, si trasforma in un'ambulanza bianca e arancione. Il suo aspetto ed il suo atteggiamento sono molto simili al suo personaggio nella serie Transformers Animated. Inizialmente ostile nei confronti dei tre umani aiutanti, imparerà poi a conoscerli e a fare amicizia. Combatte poco, ma quando entra in battaglia, non sembra possedere armi da fuoco ma solo due lame di Energon, che usa anche nelle sue "operazioni mediche". Doppiatore italiano: Claudio Moneta.
- Ultra Magnus: Secondo in comando dopo Optimus, e addestrato da quest'ultimo. Simile al suo maestro e attento alle regole. Si trasforma in un camion blu come quello di Optimus. Possiede, come Optimus, due cannoni al plasma e utilizza la Forgia di Solus Prime come arma, ma viene poi distrutta da Predaking. Quest'ultimo gli distrugge la mano che verrà poi ricostruita da Ratchet sotto forma di uncino triplo. Nel fumetto "Rage of the Dinobots" lo si vede come comandante dei Dinobot. Doppiatore italiano: Massimiliano Lotti.

### Dinobot
I Dinobot sono i robot che si trasformano in dinosauri. Compaiono nel gioco War for Cybertron come normali cybertroniani, e, nel gioco Fall of Cybertron come cybertroniani modificati da Shockwave. Dall'esterno, dopo la modifica, sono rimasti uguali a prima ma all'interno sono cambiati radicalmente visto che possono trasformarsi in bestie. Nel fumetto di Transformers Prime danno ancora la caccia a Shockwave con lo scopo di vendicarsi dello scienziato. Il gruppo apparirà per la prima volta nel fan movie "Transformers Prime Dinobots Unleashed" ma finora solo il design di Grimlock e stato rivelato.
Nello stesso cartone, i Dinobot vengono soltanto menzionati da Miko in un solo episodio della terza stagione. La squadra dei Dinobot e formata da:
- Grimlock: leader dei Dinobot, si trasforma in un tirannosaurus rex. Come leader ha il compito di guidare i Dinobot e anche proteggerli da chi cerca di catturarli. apparirà per la prima volta nel fan movie "Transformers Prime Dinobots unleashed" con un design completamente diverso da quello del videogioco.
- Snarl: membro dei Dinobot, si trasforma in uno stegosauro.
- Slug: membro dei Dinobot si trasforma in triceratopo, ha un comportamento educato anche con il nemico ma quando i suoi compagni si trovano in pericolo non esita ad attaccare.
- Sludge: membro dei Dinobot si trasforma in un apatosauro.
- Swoop: membro dei Dinobot, si trasforma in uno pteranodonte.

### Demolitori
- Bulkhead: Si trasforma in un gigantesco pick up Hummer ATV color verde militare; anche lui assomiglia al personaggio che appare nella serie Transformers Animated. Possiede due mazze di Energon e due blaster a ioni, entrambi sostituiscono le mani. Ha una mole enorme ed una potenza devastante che usa per proteggere i suoi compagni e Miko, a cui si affeziona molto. Il suo acerrimo nemico è Breakdown che affronta spesso con molta furia. Doppiatore italiano: Pietro Ubaldi.
- Wheeljack: Secondo membro della sottosquadra e migliore amico di Bulkhead, è un maestro con la spada. Molto simile al suo omonimo della G1, il suo soprannome è Jackie. Preferisce lavorare da solo, nonostante sia stato invitato più volte a rimanere sulla Terra insieme alla Squadra di Optimus. Possiede molte bombe Energon e due blaster a ripetizione. Si trasforma in una Lamborghini Countach moderna, i cui prototipi di produzione sono stati distribuiti dalla casa automobilistica l'anno scorso. Possiede una navicella (il Jack Hammer) che usa spesso come mezzo di trasporto. Doppiatore italiano: Lorenzo Scattorin.
- Seaspray: Membro dei Wreckers menzionato da Wheeljack, deceduto a bordo della sua nave a causa delle bombe di Dreadwing. La sua morte ha fatto sì che Wheeljack iniziasse a dare la caccia a Dreadwing inseguendolo fin sulla Terra. Non possiede un modello di animazione, né dialoghi.
- Roadbuster: membro dei Wreckers menzionato da Wheeljack.
- Rotorstorm: membro dei Wreckers menzionato da Wheeljack.
- Impactor: membro dei Wreckers menzionato da Wheeljack.
- Pyro: membro dei Wreckers menzionato da Wheeljack.
- Cliffjumper: Si trasformava in una vecchia Dodge Challenger rossa con delle corna di toro sul cofano. Dopo la sua cattura viene ucciso da Starscream nel primo episodio. Il suo corpo è stato utilizzato nel secondo episodio nei test per l'Energon Oscuro. Possiede due blaster che rimpiazzano le sue mani e la sua frase preferita è: "Chi sfida Cliffjumper, si becca le sue corna!". Stringe un forte legame con Arcee, la quale sarà molto triste quando lui morirà. La voce originale è di Dwayne The Rock Johnson, mentre quella italiana è di Andrea Bolognini.
- Tailgate: È stato membro della squadra Delta. È morto per mano di Airachnid, ed è il partner precedente a Cliffjumper, di Arcee. Quando compare nell'episodio ha un aspetto a dir poco identico a quello di Cliffjumper ma più violaceo.
- Smokescreen: È uno degli Autobot più giovani, ancora inesperto e impulsivo che si unisce alla Squadra di Prime nella seconda stagione della serie. Durante la guerra, a Smokescreen viene assegnato il compito di proteggere Alpha Trion, nonostante avesse sempre voluto combattere sul campo di battaglia, come un soldato vero e proprio. Si trasforma in una McLaren color argento, blu e rossa, e il suo design in modalità robot è basato sulla versione di Smokescreen della G1. È soprannominato dai membri del team Prime "il ragazzo del destino" a causa del suo egocentrismo. Adora utilizzare l'alteratore di fase che gli viene poi regalato da Ratchet. Possiede inoltre due blaster che rimpiazzano le sue mani. Doppiatore italiano: Alessandro Rigotti.
- Omega Supreme: è un Autobot gigantesco (come Trypticon) e compare nel gioco "Transformers War for Cybertron": è l'arma segreta di Optimus Prime. Optimus lo chiama spesso per aiutare lui e gli Autobot a combattere Trypticon. Quando Megatron cerca di infettare il nucleo di Cybertron, l'Allspark, Omega Supreme cerca di fermarlo o di rallentarlo. Megatron affronta Omega e dopo averlo indebolito con l'Energon oscuro riesce a sconfiggerlo e poi lo infetta con l'Energon oscuro indebolendolo ancora di più. Così il leader dei Decepticon lo cattura per costringerlo ad aprire il portale omega dato che omega supreme è il guardiano dell'Allspark. Megatron costringe Omega Supreme ad aprire il portale omega, così Megatron lo infetta con l'Energon oscuro. In "Predacons Rising", durante un flashback, si scopre che Megatron, ha infettato l'Allspark con l'Energon oscuro per cui Optimus Prime per salvare il suo pianeta dal contagio imprigiona l'Allsprark in uno scrigno indistruttibile e lo spedisce nello spazio, ma nonostante questo il pianeta non potrà sostenere la vita e perciò Autobot e Decepticon,[6] se ne vanno per andare su un altro pianeta, la Terra. Omega Supreme intanto è andato in stasi durante lo scontro con Megatron dopo aver aperto il portale omega per Optimus, Warpath e Ironhide perché raggiungessero l'Allspark. Doppiato da Fred Tatasciore (originale) e da Riccardo Rovatti (italiano).

### Decepticon
- D-16/Megatron: Leader dei Decepticon, doppiato da Frank Welker (doppiatore originale anche della serie G1); si trasforma in un jet Cybertroniano, molto simile a quello dei Live Action. Muore nell'ultimo episodio della 3 stagione trafitto da Bumblebee con la Spada Stellare, per poi risorgere a nuova vita con una nuova corazza e sotto il controllo di Unicron in Predacon Rising. Alla fine scioglie i Decepticon dopo aver compreso il vero significato dell'oppressione. È dotato di un cannone a fusione collegato al suo braccio destro. Questo stesso braccio verrà poi sostituito per volere di Megatron dal braccio di liege Maximo grazie al quale potrà impugnarne la Forgia e la Star Saber Oscura da lui creata. Doppiatore italiano: Tony Fuochi.
- Starscream: Si trasforma in un F-16 Fighting Falcon di colore grigio. Diversamente dalle altre serie televisive, il personaggio mostra rispetto a Megatron, ma dopo continue umiliazioni da parte sua inizia a odiarlo più di ogni altra cosa tanto da staccarsi dai Decepticon a causa di ciò. In tutta la seconda stagione Starscream prova a sguinzagliare contro Megatron di tutto, restando comunque nell'ombra: usa dei cloni, la Mech, l'armatura del comando e persino un Insecticon (di Airachinid) a fine stagione rientra nei Decepticon. Nella prima invece aspetta sempre la possibilità di eliminarlo e prendere la leadership dei Decepticon, e molte volte, in sua assenza, prende lui il posto, per poi essere rispodestato per poi uscire nella seconda. In molte occasioni si allea con gli Autobot, nonostante questi ultimi diffidino fortemente di lui. Possiede due missili sulle sue braccia e due blaster che sono anche montati sotto le ali del suo jet. Alla fine di Predacons Rising Starscream assume la leadership dei Decepticon ma Predaking, Skylinx e Darksteel lo raggiungono a Darkmount, la fortezza Decepticon. I tre Predacon dopo averlo raggiunto alla fortezza vengono accidentalmente eliminati da Starscream, che scopre anche un deposito segreto di armi di Megatron. Nel videogioco "War for Cybertron" si scopre che Starscream era un Autobot incaricato di sorvegliare la capsula contenente l'Energon oscuro e cerca di fermare Megatron nel suo intento di impossessarsene ma poi si unisce ai Decepticon, insieme a Thundercraker e Skywarp, per imparare a controllare l'Energon oscuro come fatto Megatron. Doppiatore italiano: Gianluca Iacono.
- Soundwave: Si trasforma in un MQ-9 Reaper di colore blu. In questa serie non sa parlare, comunica solo attraverso registrazioni vocali, anche se in un episodio della terza stagione, dove lui viene catturato dagli Autobot, si scopre che sa parlare e riesce a pronunciare le sue ultime quattro parole prima di andare in stasi. Lui è come sempre, uno dei soldati più fidati di Megatron. Nell'ultimo episodio della terza stagione rimarrà intrappolato nella zona d'ombra insieme a Laserbeak. Doppiatore italiano: Luca Ghignone.
  - Laserbeak: seguace alato e accompagnatore di Soundwave.
- Shockwave: Perfido e crudele scienziato, è rimasto sul pianeta Cybertron per controllare il Ponte Spaziale. Compare in un flashback di Arcee nella seconda stagione, ma viene confermato per la terza stagione. Si trasforma in un carrarmato Cybertroniano. In un gioco dei Tranformers intitolato "Fall of Cybertron" Grimlock gli azzanna e gli stacca un braccio con un morso e se lo mangia. Questo è il motivo per cui in transformers prime ha un cannone al posto del braccio. Inoltre in un fumetto di Transformers Prime Beast Hunters intitolato "Rage of the Dinobot" si scopre che Shockwave è braccato dai Dinobot cioè da Grimlock, Swoop, Slug, Sludge e Snarl in quanto loro vogliono vendicarsi di lui perché è stato Shockwave a trasformare Grimlock, Slug, Sludge, Snarl e Swoop in dinosauri Cybertroniani ma lui, in Transformers Prime, si è messo in salvo sulla terra grazie a Knockout e sfuggendo alla loro furia.
- Knockout: Medico dei Decepticon molto egocentrico, si trasforma in un'auto sportiva rossa, una Aston Martin DBS V12. Ha un'insolita passione per le auto, le corse e l'alta velocità. É compagno di team di Breakdown. In Predacons Rising si unisce agli Autobot dato che non si fida più di Starscream. Doppiatore italiano: Diego Sabre.
- Breakdown: Doppiato da Adam Baldwin, viene arruolato insieme a Knock Out per riparare Megatron. Si trasforma in un furgone blindato blu attrezzato con una torretta lanciamissili. Viene ucciso a tradimento da Airachnid durante una missione. Il suo corpo verrà usato come cavia dalla MECH per riportare in vita Silas dopo le gravi ferite riportate a causa dell'incidente con Nemesis Prime. Doppiatore italiano: Walter Rivetti.
- Dreadwing: Fratello gemello di Skyquake, compare nella seconda stagione per rivendicare la morte del fratello. Il design di Dreadwing è identico a quello del fratello, l'unica differenza dei due sta nel colore, e condivide con lui la stessa forma alternativa, ovvero un F-35 Lightning II. Nell'episodio 25 della seconda stagione viene ucciso da Megatron in quanto stava per uccidere Starscream. Doppiatore italiano: Giorgio Bonino.
- Skyquake: Fratello gemello di Dreadwing, si trasformava in un F-35 Lightning II; dopo essere stato ucciso da Optimus Prime, verrà rianimato come Terrorcons grazie all'Energon Oscuro. Doppiatore italiano: Alessandro Maria d'Errico.
- Makeshift: Decepticon in grado di assumere qualsiasi forma, a condizione che egli abbia tutti i dati su chiunque egli debba impersonare e che quest'ultimo abbia una massa simile alla sua.
- Vehicons: Anche detti "Eradicon", sono dei droni che fungono da fanteria mobile per i Decepticon. Si trasformano in muscle car viola, ma alcuni più avanzati possono anche volare.
  - Decepticon Minatori: Tipo di Vehicons classificati come servi.
- Insecticons: Insetti giganti primitivi e selvaggi del pianeta Cybertron.
  - Hardshell: Membro dell'alveare Insecticon. Viene ucciso da Miko che gli spara un razzo dalla nave di Wheeljack. Doppiatore italiano: Stefano Albertini.
- Terrorcons: I Terrorcons sono soldati Cybertroniani non-morti che Megatron ha risuscitato mediante l'Energon Oscuro, come Cliffjumper, morto per mano di Starscream nel secondo episodio della prima stagione.
- Nemesis/Trypticon: è un gigantesco Decepticon apparso per la prima volta nel gioco Transformers: War for Cybertron. È un gigantesco sauropode, l'arma segreta di Megatron che lo chiama ogni volta, quando i Decepticon hanno a che fare con Omega Supreme . Nel gioco viene sconfitto da Optimus Prime e dagli Autobot, che, grazie all'aiuto di Omega Supreme, lo fanno cadere in una voragine aperta durante lo scontro. Ricompare in Transformers: La caduta di Cybertron. In questo gioco, si scopre essere stato imprigionato dagli Autobot. Megatron cerca di farlo tornare operativo al 100% con l'aiuto di Soundwave, non riuscendoci, dato che l'energia di Trypticon era al 63% . Allora Megatron ordina a Soundwave di inizializzare il protocollo Nemesis. E così Trypticon si trasforma nella sua forma alternativa, la nemesis, ossia la nave Decepticon, trasformazione che pone Trypticon completamente in stasi. Ricompare nel cartone animato Transformers Prime in ogni episodio nella sua forma di nave Cybertroniana (Nemesis). Nell'episodio 10, "Armata" Bulkhead riesce a danneggiare il motore della Nemesis, ma nell'episodio 11 Megatron ordina ai Decepticon di innescare nel motore l'Energon Oscuro, così che Megatron possa controllarla mentalmente, ma Megatron, senza volerlo, ha risvegliato la mente autonoma della nave, che altri non è che Trypticon, che si ribella a Megatron e riesce a paralizzare tutti gli Autobot con il suo raggio paralizzante e poi fa la stessa cosa anche a tutti i Decepticon. Alla fine dell'episodio Jack, Miko e Raf riescono a far cadere Megatron, anche lui paralizzato, all'indietro invertendo il flusso di Energon oscuro e rimettendoci l'Energon naturale, così Trypticon si "riaddormenta" tornando in stasi, ma i tre ragazzi vengono scoperti da Megatron che cerca subito di catturarli: Jack, Miko e Raf riescono comunque a scappare attraverso il ponte terrestre grazie a Ratchet.

### Predacon
- Predaking: Capo dei Predacon, è una "bestia" conosciuta come "Il perfetto cacciatore di Autobot"[7] apparso a partire dalla stagione 3. Nell'episodio "Evoluzione" mostra la sua forma robot, e Megatron, temendo una ribellione da parte sua e dei suoi simili, decide di rivelare agli Autobot la posizione del laboratorio di Shockwave, in modo che possano distruggere tutti i Predacloni e prendersene il merito, scatenando l'ira di Predaking fino a quando egli (insieme a Ratchet) non capisce il piano di Megatron. Si trasforma in una specie di drago con delle mandibole che ricordano quelle di Predator. È stato creato da Shockwave per un motivo sconosciuto, probabilmente Shockwave lo ha creato per vendicarsi di Grimlock e dei suoi compagni.
- Skylinx: Predacon creato da Shockwave dopo il ritorno a Cybertron. Viene sconfitto molto facilmente da Predaking, assieme a Darkstell, così diventa suo suddito. Compare nel film televisivo Predacon Rising. Probabilmente anche lui si trasforma in un drago.
- Darksteel: Insieme a Skylinx, è il secondo Predacon creato da Shockwave su Cybertron. Anch'esso compare in Predacon Rising. La sua forma alternativa sembra una specie di grifone.
- Backbite: Altro Predacon creato da Shockwave. Compare nel fumetto Rage of the Dinobots. Si trasforma (probabilmente) in una specie di drago.
- Ser-ket: Predacon femmina creata da Shockwave, compare nel fumetto Rage of the Dinobots dove ingaggia un combattimento con il leader dei Dinobot, Grimlock. Muore per mano di Grimlock dopo che quest'ultimo gli ha conficcato la spada dritta in testa uccidendola. Questo Predacon femmina e un po' diverso dagli altri, questo perché è un ibrido. Ser-ket e molto somigliante a Ripclaw questo perché il CNA inietadogli quello di Ripclaw.
- Ripclaw: Altro Predacon creato da Shockwave, come Ser-ket. È un Predacon femmina quindi "sorella" di Predaking, Darksteel e Skylinx. Compare nel film televisivo Predacons Rising ma in una capsula di stasi uguale a quella che conteneva Predaking nel secondo episodio della terza stagione. Non si conoscono le sue capacità ma essendo una Predacon può sputare fuoco come tutti gli altri Predacon, inclusi Predaking, Skylinx, Darksteel e Backbite.

### Umani
Anche in questa serie ci sono degli alleati umani, tra i quali:
- Jackson "Jack" Darby: È un ragazzo sedicenne che casualmente incontra Arcee. In un primo momento si mostra riluttante a farsi coinvolgere nella guerra fra gli Autobot e i Decepticon, ma in seguito cambia idea. Doppiatore italiano: Paolo De Santis.
- Miko Nakadai: È una giovane e carismatica studentessa quindicenne di scambio giapponese che cerca di aiutare gli Autobot nelle battaglie contro i Decepticon, i Predacon, Unicron e la MECH. La ragazza si dimostra anche un'abilissima chitarrista. Doppiatrice italiana: Gea Riva.
- Rafael "Raf" Esquivel: È un brillante ragazzino dodicenne ed è un mago del computer fin da piccolo. È in grado di fornire a Ratchet supporto tecnico. Doppiatore italiano: Davide Garbolino.
- William "Bill" Fowler: È un agente speciale che inizialmente è molto ostile verso gli Autobot, ma dopo essere stato salvato dalle grinfie dei malvagi Decepticon, si unisce a loro fornendo aiuto agli Autobot in molte occasioni. Doppiatore italiano: Dario Oppido.
- June Darby: È la madre di Jack, verrà a sapere dei Transformers.
- Leland "Silas" Bishop/C.Y.L.A.S.: È il malvagio leader dell'organizzazione terroristica "MECH". È molto interessato alla tecnologia dei Transformers, tanto da costruire il clone malvagio di Optimus Prime, chiamato Nemesis Prime (nome datogli da Miko). Durante l'incidente con Nemesis Prime, che gli cade addosso accidentalmente a causa di Optimus, viene riportato in vita da alcuni scienziati della MECH nel corpo di Breakdown, con quest'ultimo all'interno, e poi li uccide dicendo di non essere più umano ma un Cybertroniano. Silas, nel corpo di Breakdown, si allea con i Decepticon per dare a Megatron un'arma che gli può servire ma dopo la distruzione dell'arma Megatron lo affida alle torture di Knockout. Ricompare nella terza stagione dove viene torturato da Knockout nell'episodio 8. Starscream suggerisce al medico Decepticon di combinare l'Energon sintetico con l'Energon Oscuro trasformandolo di conseguenza in una specie di vampiro/Terrorcon assetato di Energon. Alla fine tenterà di assorbire l'Energon di Airachnid ma fallisce poiché quest'ultima lo atterra e gli squarcia il petto con le sue zampe da ragno, rivelando il corpo morente di Silas che, esalando l'ultimo respiro, muore. Nella seconda stagione l'agente Fowler scopre il vero nome di Silas e quindi capisce che è in realtà un ex militare. Doppiatore italiano: Oliviero Corbetta.
- Sierra: È una compagna di classe e interesse amoroso di Jack. Doppiatrice italiana: Deborah Morese.
- Vince: È un giovane bulletto con i capelli rossi e con le lentiggini, ed è molto arrogante e spocchioso verso il suo rivale Jack e la sua compagna Sierra.
- Fast Willy: È un ragazzo che partecipa a gare illegali tra auto. Si presume possieda una Aston Martin rossa molto simile alla modalità veicolo di Knockout. Doppiatore italiano: Ruggero Andreozzi.

### Altri personaggi
Come personaggi secondari troviamo:
- Primus: È il benevole e protettivo creatore della razza Cybertroniana, l'incarnazione della Creazione. Con la creazione dei Tredici Prime è stato finalmente in grado di sconfiggere il suo malvagio fratello gemello Unicron. Sarebbe stato proprio lui a donare a Orion Pax la Matrice del Comando, rendendolo Optimus Prime. Primus, come Unicron, è immortale dato che da quando si è unito con il cuore di Cybertron (ossia l'Allspark) la sua essenza è rimasta in vita. Da quando è dentro l'Allspark ha perso la sua forma corporea ma non quella d'energia.
- Unicron: Lui è la fonte dell'Energon Oscuro e si crede di rappresentare l'anti-Spark: la controparte più probabile dell'Allspark. L'Energon Oscuro può resuscitare i morti rendendoli simili a zombi, chiamati Terrorcon. Nel film televisivo d'animazione Transformers Prime Beast Hunters: Predacons Rising si impossessa del corpo senza vita di Megatron per poi essere sconfitto da Optimus Prime, che lo intrappola nello scrigno dell'Allspark dopo che Optimus stesso lo ha svuotato. È il fratello gemello e acerrimo nemico di Primus. Considerando che è un Dio immortale dato che quando Primus lo spedisce nello spazio profondo Primus crede sia morto ma non è così in quanto Unicron è solo andato "offline temporaneamente" e quindi in stasi. Come in tutte le serie e fumetti anche in questa serie Unicron ha l'aspetto di un demone puramente malvagio, spietato, sinistro, crudele, pericoloso, temutissimo, vile, minaccioso, misantropico, malevolo ed estremamente potente, visto che possiede le ali sulla schiena e le corna sulla testa, inoltre a differenza delle sue precedenti incarnazioni in questa serie possiede una vasta gamma di poteri (ad esempio può generare fulmini dalle mani, un potere simile a quello dell'Imperatore Palpatine, alias Darth Sidious, e può possedere altri Cybertroniani, come nel caso di Megatron). In Predacons Rising si scopre che può creare armi tramite il suo "sangue" (Energon oscuro), leggere nel pensiero e rianimare i morti.
- Airachnid: Si trasforma in un elicottero modello Apache, ma può anche prendere la forma di un contorto ragno. È apparsa nell'episodio Caccia di terrestri della prima stagione, dove incontra la sua vecchia nemica, Arcee. Nello stesso episodio si viene a scoprire che Airachnid ha ucciso Tailgate davanti agli occhi della donna Autobot. Ha lasciato i Decepticon da tempo per collezionare trofei delle teste di varie specie di esseri viventi; in seguito collaborerà con la MECH. Nella seconda stagione si scopre che può controllare gli Insecticon con la mente, instaurando un legame psichico. In un episodio della seconda stagione viene rinchiusa in uno dei bozzoli degli Insecticon per mano di Arcee che la fa cadere in trappola. Ricompare nella terza stagione nell'episodio 8 dove viene liberata da Breakdown, che in realtà è Silas. Alla fine dell'episodio si vede che è diventata un vampiro succhia Energon e che dona agli Insecticon, tornati tutti sotto il suo controllo, il potere dei non-morti succhiando a loro l'Energon, trovandosi su una delle due lune di Cybertron; dopo quell'episodio non ricompare più nella serie. Doppiatrice italiana: Marina Thovez.
- Tredici Prime: Primus ha creato i Tredici Prime, i tredici Transformers originali che hanno preceduto Optimus Prime. Con la loro forza, Unicron è stato sconfitto e gettato fuori nell'universo.
  - Megatronus Prime/Il Caduto: Primo Decepticon, è uno dei tredici Prime creati da Primus per combattere Unicron. Dopo la sconfitta di Unicron Megatronus ha aiutato Solus Prime, a cui era molto legato, a creare il Requiem Blaster. Nel romanzo Transformers: Exodus uccide accidentalmente Solus Prime e ne rimane del tutto sconvolto, così tenta di scappare ma viene scoperto dai Tredici Prime, che decidono di perdonarlo, ma Megatronus, avendo commesso un reato vergognoso, decide di andare in esilio in un'altra dimensione cambiando il suo nome in "Il Caduto".
  - Solus Prime: Introdotta nella seconda stagione, è menzionata da Optimus mentre Knock Out e Breakdown scoprono la sua forgia sepolta su una montagna. Nel romanzo Transformers: Exodus viene uccisa accidentalmente da Megatronus con il Requiem Blaster che la disintegra.
  - Alpha Trion: Archivista che gestisce Sala Cybertron a Iacon prima dell'inizio della guerra. Alpha Trion è il mentore di Orion Pax, alias Optimus Prime. Smokescreen durante la guerra diviene la sua guardia del corpo, e tra loro si sviluppa una forte amicizia. Optimus considera Alpha Trion come una figura paterna per lui.
  - Liege Maximo: Membro dei tredici prime originali. Nella serie televisiva non compare ma Megatron si recherà su Cybertron per scoperchiare la sua tomba insieme a Dreadwing per tagliare il braccio del suo cadavere. Nel romanzo si scopre che dopo la fine del conflitto dei Prime ha cercato di scappare da Cybertron ma purtroppo è stato fatto a pezzi e la sua testa, staccata dal corpo, è stata disintegrata. Non si conosce il suo design ma nel romanzo è raffigurato come un robot di colore verde con corna e mantello. Tale design sembra ispirato a quello di Loki della Marvel Comics. Nel romanzo è descritto come un manipolatore e un ingannatore (proprio come il personaggio di Loki). Secondo un'ipotesi dei fan Starscream sarebbe il suo discendente (questo perché condividono lo stesso carattere).
- Nemesis Prime: Clone di Optimus Prime creato dalla MECH come il prototipo del Progetto Chimera. Non ha una mente propria e non si assume alcuna azione indipendente, è Silas che controlla in remoto dalla sua base segreta. Nemesis Prime si trasforma nello stesso camion di Optimus, ma è ricoperto di ruggine ed ha colori di tonalità più chiare. Viene sconfitto da Optimus Prime che dopo aver spiccato un salto lo colpisce con un "pugno martello" e lo fa cadere addosso a Silas, in questo modo muore ma successivamente gli scienziati della MECH lo riportano in vita usando il corpo di Breakdown.
- Schegge: Parassiti pericolosi originali di Cybertron, nell'episodio Schegge della prima stagione, hanno causato alcuni danni alla base Autobot. Alla fine dell'episodio Ratchet apre un ponte terrestre e Bulkhead fa da esca per attirarli e dopo essere arrivati al polo i parassiti si congelano di colpo.
- Thunderwing: Araldo di Unicron e creato da quest'ultimo. È stato incaricato di distruggere la matrice del comando per volere di Unicron. Compare solo nel videogioco Transformers: Prime dove qui è all'interno di un grosso meteorite di Energon oscuro. Dopo uno scontro con Optimus Prime, dove lui scopre che ad avere la matrice è proprio Optimus, viene liberato da Megatron dal meteorite dove cerca di stringere un patto con l'araldo ma Thunderwing dice di essere fedele solo al suo padrone, ovvero Unicron. Megatron ordina alle sue truppe di trovare il generatore e il nucleo energetico di Thunderwing, quindi riesce a impadronirsi sia del generatore che del nucleo e dopo che Megatron se ne impadronisce Thunderwing si impadronisce, a sua volta, dei due oggetti e li inserisce nel suo petto tornando completo e subito dopo attacca Megatron con un raggio di energia oscura ma Megatron si fa scudo con il corpo di Starscream proteggendosi. Alla fine Thunderwing ingaggia un ultimo scontro con Optimus Prime finendo per essere sconfitto da quest'ultimo, e con il generatore e il nucleo energetico distrutti viene gettato nel magma infuocato e distrutto esplodendo in un fascio di energia oscura. Thunderwing è di dimensioni mastodontiche, quindi enormi, ed è munito di due cannoni a fusione su entrambe le braccia. Al suo interno, come ha detto Ratchet, è fatto di Energon oscuro. Inoltre sul dorso è munito anche di ali abbastanza grandi da sollevare il suo peso ed usa il suo nucleo energetico per attaccare emettendo un raggio di energia viola e rosso.

## Lungometraggio
È stato ideato un film televisivo d'animazione di Transformers: Prime, intitolato Transformers Prime Beast Hunters: Predacons Rising. In questo film si narra cosa è successo dopo gli eventi della terza e ultima stagione della serie animata, e quindi vedremo come antagonista principale, ovvero Unicron, il Dio della distruzione nonché fratello gemello malvagio di Primus.

## Merchandise
La Hasbro ha prodotto vari tipi di merce riguardanti la serie TV:

### Giocattoli
La data di lancio ufficiale della linea di giocattoli fu fissata per il 1º dicembre 2011 negli Stati Uniti, confermata dalla Hasbro.

### Fumetto
La IDW Publishing ha pubblicato diversi fumetti basati sulla serie. Un prequel a fumetti è già stato pubblicato il 13 ottobre 2010 negli Stati Uniti.

### Videogioco
Tra la fine di ottobre e l'inizio di novembre 2012, verrà pubblicato dalla Activision Blizzard il videogioco della serie, intitolato Transformers Prime: The Game.

### Home Video

#### Stati Uniti
La Shout! Factory ha distribuito la mini serie in DVD dal 6 dicembre 2011, negli Stati Uniti.
Per quanto riguarda la prima stagione, i DVD e i Blu-ray sono stati pubblicati il 6 marzo 2012, negli Stati Uniti. Contengono tutti e 26 gli episodi (quindi compresa anche la Mini serie) e sono accompagnati da una graphic novel di 96 pagine pubblicata dalla IDW.
Il 20 novembre 2012 verrà pubblicato il set dei due DVD della seconda stagione contenente tutti e 26 gli episodi. Il 27 novembre verrà pubblicato il set dei due Blu-Ray della seconda stagione contenente tutti e 26 gli episodi.

#### Italia
Dal 21 novembre 2012, due cofanetti contenenti la Mini serie di 5 episodi più altri 5 episodi della prima stagione, sono stati distribuiti anche in Italia grazie alla Universal Pictures che ha curato la distribuzione. Non è però prevista l'edizione Blu-ray. Altri due DVD, contenenti altri 10 episodi, sono stati distribuiti a partire dal 20 marzo 2013, per concludersi con sesto DVD contenente gli ultimi episodi della stagione 1.

## Doppiaggio
| Personaggio                      | Doppiatore originale     | Doppiatore italiano                                                     |
| -------------------------------- | ------------------------ | ----------------------------------------------------------------------- |
| Orion Pax/Optimus Prime          | Peter Cullen             | Marco Balzarotti                                                        |
| D-16/Megatron                    | Frank Welker             | Tony Fuochi                                                             |
| Bumblebee                        | Will Friedle             | Alessandro Capra (stagioni 1-3) Alessandro Rigotti (stagione 3, ep. 13) |
| Arcee                            | Sumalee Montano          | Sonia Mazza                                                             |
| Jackson "Jack" Darby             | Josh Keaton              | Paolo De Santis                                                         |
| Miko Nakadai                     | Tania Gunadi             | Gea Riva                                                                |
| Rafael "Raf" Esquivel            | Andy Pessoa              | Davide Garbolino                                                        |
| Ag. William "Bill" Fowler        | Ernie Hudson             | Dario Oppido                                                            |
| June Darby                       | Markie Post              | Lorella De Luca                                                         |
| Leland "Silas" Bishop/C.Y.L.A.S. | Clancy Brown             | Oliviero Corbetta                                                       |
| Unicron                          | John Noble               | Marco Balbi                                                             |
| Starscream                       | Steven Blum              | Gianluca Iacono                                                         |
| Ratchet                          | Jeffrey Combs            | Claudio Moneta                                                          |
| Bulkhead                         | Kevin Michael Richardson | Pietro Ubaldi                                                           |
| Cliffjumper                      | Dwayne Johnson           | Andrea Bolognini                                                        |
| Knockout                         | Daran Norris             | Diego Sabre                                                             |
| Soundwave                        | Frank Welker             | Luca Ghignone                                                           |
| Shockwave                        | David Sobolov            | Maurizio Trombini                                                       |
| Breakdown                        | Adam Baldwin             | Walter Rivetti                                                          |
| Airachnid                        | Gina Torres              | Marina Thovez                                                           |
| Wheeljack                        | James Horan              | Lorenzo Scattorin                                                       |
| Smokescreen                      | Nolan North              | Alessandro Capra                                                        |
| Skyquake                         | Richard Green            | Alessandro Maria D'Errico                                               |
| Makeshift                        | Kevin Michael Richardson | Alessandro Zurla                                                        |
| Hardshell                        | David Kaye               | Stefano Albertini                                                       |
| Dreadwing                        | Tony Todd                | Giorgio Bonino                                                          |
| Sierra                           | Alexandra Krosney        | Debora Morese                                                           |
| Fast Willy                       | Kevin Michael Richardson | Ruggero Andreozzi                                                       |
| Ultra Magnus                     | Michael Ironside         | Massimiliano Lotti                                                      |

## Prequel e sequel
Nel 2012 viene realizzato, sempre dalla High Moon Studios, il videogioco Transformers: La caduta di Cybertron ambientato dopo il primo gioco e prima del romanzo Exiles.
Nel 2014 viene pubblicato un altro romanzo, Transformers: Retribution (ambientato dopo gli eventi del romanzo Exiles e prima del cartone); nello stesso anno un altro gioco è sviluppato dalla High Moon, Transformers: Rise of the Dark Spark che si colloca tra i due precedenti videogiochi.
Nel 2015 inizia la messa in onda di Transformers: Robots in Disguise, sequel di Prime ambientato due anni dopo Predacon Rising (in contemporanea all'ultima stagione di Rescue Bots che si conclude nel 2016).